# Civrac-de-Blaye

Civrac-de-Blaye este o comună în departamentul Gironde din sud-vestul Franței. În 2009 avea o populație de 789 de locuitori.

## Evoluția populației
| An        | 1975 | 1982 | 1990 | 1999 | 2006 | 2009 |
| --------- | ---- | ---- | ---- | ---- | ---- | ---- |
| Populație | 382  | 526  | 603  | 668  | 766  | 789  |